# Stanley Cup Finals 1918
Le Stanley Cup Finals 1918 sono state la sfida tra la squadra campione della stagione NHL 1917-1918, il Toronto Hockey Club, e la squadra campione del campionato PCHA 1917-1918, i Vancouver Millionaires. La serie si è tenuta interamente a Toronto (Ontario, Canada), presso l'Arena Gardens e si è disputata al meglio delle 5 gare. La serie è stata vinta dal Toronto Hockey Club che ha vinto 3 delle 5 gare in programma. Si è trattata della 1ª serie che ha visto come protagonista una squadra della NHL (nata nel 1917) e la 1ª volta in cui una squadra NHL ha ottenuto il trofeo.

## Formato
Prima della stagione 1917-1918 vi era stata la fine delle operazioni della National Hockey Association (NHA), la progenitrice della NHL, come risultato del tentativo di escludere dai giochi Eddie Livingstone, il proprietario dei Toronto Blueshirts. Nel novembre 1917 i rappresentanti delle altre squadre si sono riuniti per costituire la NHL, utilizzando lo stesso statuto e lo stesso set di regole della NHA. In tal modo, la NHL ha preso il posto della NHA per la determinazione della squadra sfidante dei campioni del campionato PCHA nelle Stanley Cup Finals.
Il regolamento adottato prevedeva la disputa di una serie al meglio delle 5 gare, adottando alternativamente il regolamento NHL e il regolamento PCHA.

## Squadre partecipanti

### Toronto Hockey Club
Il Toronto Hockey Club ha raggiunto le Stanley Cup Finals grazie alla vittoria delle NHL Championship Finals, dove in due gare ha battuto i Montréal Canadiens (dopo aver vinto la Second half della regular season).
Il roster del Toronto Hockey Club era costituito dai giocatori già sotto contratto dei Toronto Blueshirts, costituendo appunto una squadra "temporanea" gestita dai proprietari della Toronto Arena Corporation. Proprio in virtù di questo, il Toronto Hockey Club è conosciuto anche con il nome di "Toronto Arenas", anche se ufficialmente la squadra non aveva alcun logo né denominazione ufficiale. Durante la disputa del campionato, la squadra veniva denominata anche come "Blueshirts" (senza il consenso di Eddie Livingstone).

### Vancouver Millionaires
I Vancouver Millionaires hanno raggiunto le Stanley Cup Finals dopo essersi qualificati al 2° posto nella regular season del campionato PCHA 1917-1918 (con un record di 9 vittorie e 9 sconfitte), preceduti dai Seattle Metropolitans. Tuttavia, i Millionaires hanno successivamente battuto i Metropolitans nella serie di due gare delle PCHA Championship Finals.

## Serie
| Squadra 1           | Totale | Squadra 2              | Gara 1 | Gara 2 | Gara 3 | Gara 4 | Gara 5 |
| ------------------- | ------ | ---------------------- | ------ | ------ | ------ | ------ | ------ |
| Toronto Hockey Club | 3–2    | Vancouver Millionaires | 5–3    | 4–6    | 6–3    | 1–8    | 2–1    |

## Gara 1

### Tabellino
| Arbitri: | Lou Marsh Steve Vair |

| |            | |
| 1° periodo R. Noble (1) 08:00 H. Mummery H. Meeking (1) 10:00 R. Noble (2) 11:00 A. Skinner (1) 19:50 H. Mummery 2° periodo A. Skinner (2) 13:00 H. Meeking 3° periodo nessun goal | Marcatori  | 1° periodo 16:00 (1) C. Taylor nessun assist 17:00 (2) C. Taylor M. MacKay 2° periodo 10:00 (1) M. MacKay nessun assist 3° periodo nessun goal            |
| 1° periodo (3 min – minor) H. Meeking (3 min – minor) H. Mummery (3 min – minor) K. Randall 2° periodo nessuna penalità 3° periodo nessuna penalità                                | Penalità   | 1° periodo C. Taylor (minor – 3 min) 2° periodo nessuna penalità 3° periodo nessuna penalità                                                              |
| Hap Holmes (G) Harry Mummery (D) Harry Cameron (D) Ken Randall (RW) Reg Noble (C) Alf Skinner (RW) Harry Meeking (LW) Corbett Denneny C                                            | Formazioni | (G) Hughie Lehman (D) Lloyd Cook (D) Si Griffis (R) Cyclone Taylor (C) Mickey MacKay (RW) Barney Stanley (RW) Ran McDonald (RW) Speed Moynes (C) Leo Cook |
| Dick Carroll | Allenatori | Frank Patrick |

## Gara 2

### Tabellino
| Arbitri: | George Irvine Art Ross |

| |            | |
| 1° periodo A. Skinner (3) 17:00 H. Mummery 2° periodo H. Cameron (1) 16:00 nessun assist 3° periodo A. Skinner (4) 08:00 H. Mummery A. Skinner (5) 16:00 C. Denneny                                                                  | Marcatori  | 1° periodo 18:00 (3) C. Taylor M. MacKay 2° periodo 02:00 (4) C. Taylor nessun assist 06:00 (2) M. MacKay nessun assist 14:00 (3) M. MacKay nessun assist 3° periodo 06:00 (1) S. Griffis nessun assist 10:00 (4) M. MacKay nessun assist |
| 1° periodo (3 min – minor) H. Mummery (3 min – minor) H. Meeking (3 min – minor) K. Randall (3 min – minor) K. Randall (3 min – minor) A. Skinner (3 min – minor) H. Mummery 2° periodo nessuna penalità 3° periodo nessuna penalità | Penalità   | 1° periodo M. MacKay (minor – 3 min) R. McDonald (minor – 3 min) M. MacKay (minor – 3 min) 2° periodo nessuna penalità 3° periodo nessuna penalità                                                                                        |
| Hap Holmes (G) Harry Mummery (D) Harry Cameron (D) Ken Randall (RW) Reg Noble (C) Alf Skinner (RW) Harry Meeking (LW) Corbett Denneny C                                                                                              | Formazioni | (G) Hughie Lehman (D) Lloyd Cook (D) Si Griffis (R) Cyclone Taylor (C) Mickey MacKay (RW) Barney Stanley (RW) Ran McDonald (RW) Speed Moynes (C) Leo Cook                                                                                 |
| Dick Carroll | Allenatori | Frank Patrick |

## Gara 3

### Tabellino
| Arbitri: | Lou Marsh Steve Vair |

| |            | |
| 1° periodo H. Cameron (2) 05:00 nessun assist A. Skinner (6) 08:00 H. Cameron C. Denneny (1) 13:00 H. Mummery 2° periodo H. Cameron (3) 11:00 nessun assist C. Denneny (2) 14:00 H. Mummery 3° periodo A. Skinner (7) 13:00 H. Meeking | Marcatori  | 1° periodo nessun goal 2° periodo 06:00 (1) R. McDonald M. MacKay 16:00 (5) C. Taylor R. McDonald 3° periodo 03:00 (6) C. Taylor R. McDonald                                                                       |
| 1° periodo (3 min – minor) H. Cameron 2° periodo (3 min – minor) H. Meeking (3 min – minor) K. Randall (3 min – minor) A. Skinner 3° periodo (3 min – minor) K. Randall                                                                | Penalità   | 1° periodo M. MacKay (minor – 3 min) 2° periodo Ll. Cook (minor – 3 min) R. McDonald (minor – 3 min) S. Moynes (minor – 3 min) 3° periodo Le. Cook (minor – 3 min) Ll. Cook (minor – 3 min) Taylor (minor – 3 min) |
| Hap Holmes (G) Harry Mummery (D) Harry Cameron (D) Ken Randall (RW) Reg Noble (C) Alf Skinner (RW) Harry Meeking (LW) Corbett Denneny C                                                                                                | Formazioni | (G) Hughie Lehman (D) Lloyd Cook (D) Si Griffis (R) Cyclone Taylor (C) Mickey MacKay (RW) Barney Stanley (RW) Ran McDonald (RW) Speed Moynes (C) Leo Cook                                                          |
| Dick Carroll | Allenatori | Frank Patrick |

## Gara 4

### Tabellino
| Arbitri: | Art Ross Odie Cleghorn |

| |            | |
| 1° periodo nessun goal 2° periodo K. Randall (1) 04:26 A. Skinner 3° periodo nessun goal | Marcatori  | 1° periodo 05:00 (7) C. Taylor M. MacKay 2° periodo 04:00 (1) B. Stanley nessun assist 11:06 (5) Mickey MacKay nessun assist 13:06 (2) B. Stanley nessun assist 3° periodo 06:00 (8) C. Taylor nessun assist 13:00 (1) Ll. Cook (PPG) nessun assist 13:45 (2) R. McDonald (PPG) nessun assist 15:00 (2) Ll. Cook (PPG) nessun assist |
| 1° periodo nessuna penalità 2° periodo (3 min – minor) H. Mummery (3 min – minor) H. Meeking (3 min – minor) R. Noble (3 min – minor) H. Mummery 3° periodo (3 min – minor) A. Skinner (3 min – minor) H. Mummery (3 min – minor) A. Skinner | Penalità   | 1° periodo nessuna penalità 2° periodo S. Griffis (minor – 3 min) M. MacKay (minor – 3 min) R. McDonald (minor – 3 min) 3° periodo Ll. Cook (minor – 3 min) S. Griffis (minor – 3 min) B. Stanley (minor – 3 min) |
| Hap Holmes (G) Harry Mummery (D) Harry Cameron (D) Ken Randall (RW) Reg Noble (C) Alf Skinner (RW) Harry Meeking (LW) Corbett Denneny C | Formazioni | (G) Hughie Lehman (D) Lloyd Cook (D) Si Griffis (R) Cyclone Taylor (C) Mickey MacKay (RW) Barney Stanley (RW) Ran McDonald (RW) Speed Moynes (C) Leo Cook |
| Dick Carroll | Allenatori | Frank Patrick |

## Gara 5

### Tabellino
| Arbitri: | Harvey Pulford Russell Bowie |

| |            | |
| 1° periodo nessun goal 2° periodo nessun goal 3° periodo A. Skinner (8) 00:30 nessun assist C. Denneny (3) 10:30 nessun assist | Marcatori  | 1° periodo nessun goal 2° periodo nessun goal 3° periodo 09:30 (9) C. Taylor M. MacKay |
| 1° periodo nessuna penalità 2° periodo (3 min – minor) H. Cameron (3 min – minor) R. Noble (3 min – minor) H. Meeking (3 min – minor) A. Skinner (3 min – minor) H. Cameron (3 min – minor) R. Noble 3° periodo (3 min – minor) H. Cameron (3 min – minor) H. Meeking (3 min – minor) R. Noble (3 min – minor) K. Randall (3 min – minor) A. Skinner | Penalità   | 1° periodo C. Taylor (minor – 3 min) 2° periodo Ll. Cook (minor – 3 min) S. Griffis (minor – 3 min) S. Moynes (minor – 3 min) B. Stanley (minor – 3 min) 3° periodo C. Taylor (minor – 3 min) Le. Cook (minor – 3 min) C. Taylor (minor – 3 min) |
| Hap Holmes (G) Harry Mummery (D) Harry Cameron (D) Ken Randall (RW) Reg Noble (C) Alf Skinner (RW) Harry Meeking (LW) Corbett Denneny C | Formazioni | (G) Hughie Lehman (D) Lloyd Cook (D) Si Griffis (R) Cyclone Taylor (C) Mickey MacKay (RW) Barney Stanley (RW) Ran McDonald (RW) Speed Moynes (C) Leo Cook                                                                                        |
| Dick Carroll | Allenatori | Frank Patrick |

## Cronaca

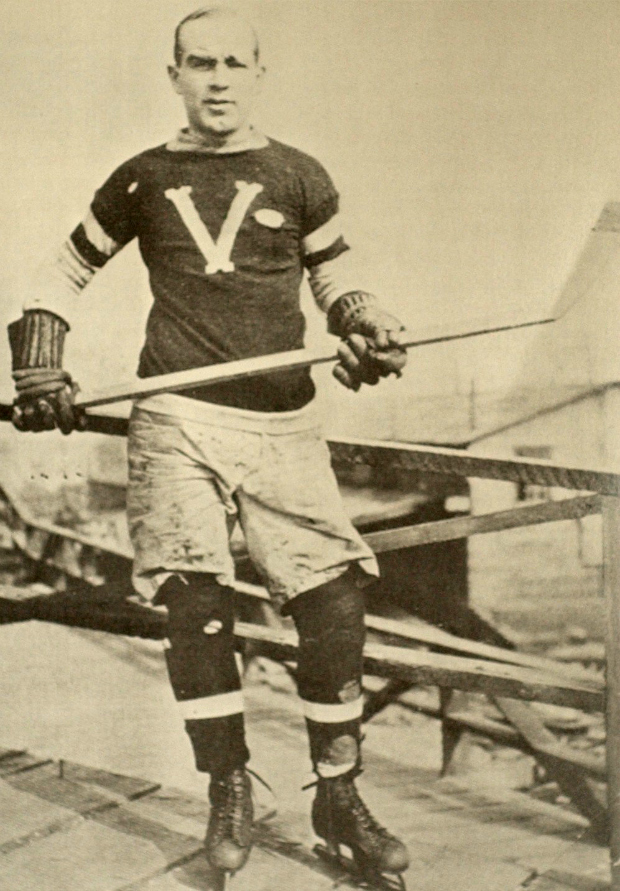
Cyclone Taylor (Vancouver Millionaires) è stato il top scorer delle Stanley Cup Finals 1918, con 9 reti segnate.

Come già avvenuto nelle 3 edizioni precedenti (che avevano visto come protagoniste le squadre campioni della appena cessata NHA e della PCHA), la serie è stata ospitata interamente presso il rink casalingo della squadra di NHL, mantenendo il principio di alternanza in ogni edizione. Ecco il motivo per cui tutte le gare della serie vennero disputate a Toronto, presso l'Arena Gardens.
Le due differenze principali fra i regolamenti adottati in ogni gara sono stati determinanti per il risultato delle singole partite e della serie nel suo complesso. Il regolamento PCHA permetteva il passaggio del puck in avanti (adottato dalla stagione 1913-1914) ed ogni squadra schierava sul ghiaccio 7 giocatori. Al contrario, il regolamento NHL (adottato sulla scorta di quello precedentemente adottato dalla NHA) vietava il passaggio in avanti e sul ghiaccio potevano essere schierati soltanto 6 giocatori per squadra. In ogni partita della serie è risultata vincente la squadra appartenente alla lega a cui si riferiva il regolamento adottato: il Toronto Hockey Club vinse Gara 1 e Gara 3 con i punteggi rispettivamente di 5–3 e 6–3, mentre i Millionaires hanno prevalso in Gara 2 e Gara 4 con il punteggio di 6–4 e 8–1. Dato che la decisiva Gara 5 ha adottato il regolamento NHL, Toronto ha avuto un netto vantaggio, portando a casa la Stanley Cup grazie alla rete decisiva di Corbett Denneny per il 2–1 finale. Nelle tre partite in cui si è adottato il regolamento NHL, Toronto ha segnato 13 reti contro le 7 dei Millionaires; al contrario, nelle due partite in cui si è adottato il regolamento PCHA, Vancouver ha segnato ben 14 goal, contro le sole 5 reti di Toronto.
A livello statistico, i top scorer delle due squadre sono stati Alf Skinner per Toronto con 8 reti e Cyclone Taylor con 9 goal per Vancouver. Tra i pali, Hugh Lehman ha protetto meglio la porta dei suoi Millionaires, con una GAA di 3.60, anche se le sue prestazioni non sono bastate ad ottenere la vittoria della Stanley Cup; d'altro canto, il goalie del Toronto HC, Hap Holmes, ha totalizzato una GAA di 4.20.

## Statistiche

### Toronto Hockey Club

#### Skaters
| Giocatore       | GP | G | A | PIM | P  |
| --------------- | -- | - | - | --- | -- |
| Alf Skinner     | 5  | 8 | 2 | 18  | 10 |
| Harry Mummery   | 5  | 0 | 6 | 21  | 6  |
| Harry Cameron   | 5  | 3 | 1 | 12  | 4  |
| Corbett Denneny | 5  | 3 | 1 | 0   | 4  |
| Reg Noble       | 5  | 2 | 1 | 12  | 3  |
| Harry Meeking   | 5  | 1 | 2 | 18  | 3  |
| Ken Randall     | 5  | 1 | 0 | 21  | 1  |

#### Goaltenders
| Giocatore  | GP | Mins | W | L | GA | SO | GAA  |
| ---------- | -- | ---- | - | - | -- | -- | ---- |
| Hap Holmes | 5  | 300  | 3 | 2 | 21 | 0  | 4.20 |

### Vancouver Millionaires

#### Skaters
| Giocatore      | GP | G | A | PIM | P  |
| -------------- | -- | - | - | --- | -- |
| Mickey MacKay  | 5  | 5 | 5 | 12  | 10 |
| Cyclone Taylor | 5  | 9 | 0 | 15  | 9  |
| Ran McDonald   | 5  | 2 | 2 | 9   | 4  |
| Lloyd Cook     | 5  | 2 | 0 | 12  | 2  |
| Barney Stanley | 5  | 2 | 0 | 6   | 2  |
| Si Griffis     | 5  | 1 | 0 | 9   | 1  |
| Leo Cook       | 5  | 0 | 0 | 6   | 0  |
| Speed Moynes   | 5  | 0 | 0 | 6   | 0  |

#### Goaltenders
| Giocatore   | GP | Mins | W | L | GA | SO | GAA  |
| ----------- | -- | ---- | - | - | -- | -- | ---- |
| Hugh Lehman | 5  | 300  | 2 | 3 | 18 | 0  | 3.60 |

## L'incisione sullaStanley Cup

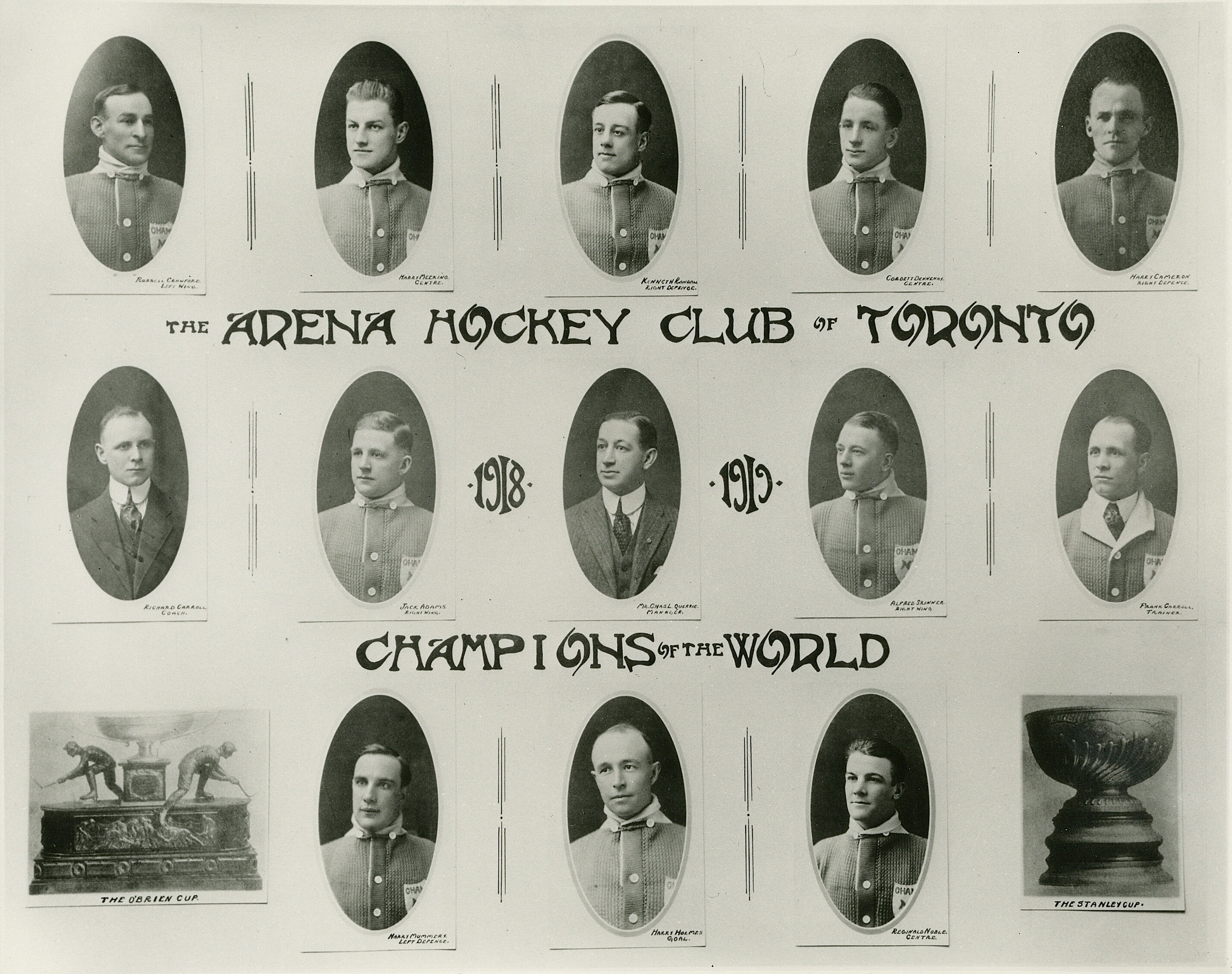
I ritratti ufficiali del Toronto Hockey Club della stagione 1917-1918, vincitori delle Stanley Cup Finals 1918. In alto, da sinistra: Rusty Crawford, Harry Meeking, Ken Randall, Corbett Denneny e Harry Cameron. Al centro, da sinistra: Dick Carroll, Jack Adams, Charles Querrie, Alf Skinner, Frank Carroll. In basso, da sinistra: Harry Mummery, Harry "Hap" Holmes, Reg Noble.

Dopo la vittoria del Toronto Hockey Club, il trofeo è stato consegnato alla squadra da William Foran, trustee della fondazione che gestiva il trofeo. Tuttavia, la squadra non ha avuto il consenso all'incisione dei propri nomi nella coppa, data la natura temporanea della squadra e alle discussioni che erano sorte con il proprietario dei Toronto Blueshirts, la squadra NHA da cui aveva avuto origine il Toronto HC, riguardo ai ricavi ottenuti dalla vittoria del trofeo. Soltanto nel 1948, una volta che il trofeo è stato ridisegnato completamente, è stata incisa la scritta "1918 Toronto Arenas" in ricordo della vittoria con la lista dei giocatori e membri dello staff tecnico della squadra.  Al contrario, nonostante non avesse vinto il trofeo, i Vancouver Millionaires videro il loro nome menzionato nella coppa con le parole "Vancouver / Defeated Seattle / 1917-18 / Score 1–0" dopo la loro vittoria delle PCHA Championship Finals vinte contro i Metropolitans, i quali avevano vinto le Stanley Cup Finals 1917. Ciò era possibile data la consuetudine al tempo di consegnare la coppa alla squadra vincitrice del campionato che aveva sconfitto il detentore della Stanley Cup.
Dick Carroll, coach del Toronto HC, è diventato il primo coach NHL a vincere la Stanley Cup al 1° anno in questo ruolo e all'esordio su una panchina di una squadra della lega.
| Toronto Arenas 1917-18                                                                  | Toronto Arenas 1917-18                                                                              | Toronto Arenas 1917-18                                            | Toronto Arenas 1917-18    |
| Giocatori                                                                               | Giocatori                                                                                           | Giocatori                                                         | Giocatori                 |
| Centres                                                                                 | Wingers                                                                                             | Defencemen                                                        | Goaltenders               |
| --------------------------------------------------------------------------------------- | --------------------------------------------------------------------------------------------------- | ----------------------------------------------------------------- | ------------------------- |
| - 4 – Reg Noble‡ - 5 – Corb Denneny - 9 – Jack Adams                                    | - 6 – Alf Skinner - 8 – Rusty Crawford - 7 – Jack Coughlin† - 10 – Harry Meeking - 12 – Jack Marks† | - 2 – Harry Cameron - 3 – Ken Randall‡ (C) - 11-7 – Harry Mummery | - 31-1 – Harry Hap Holmes |
| Staff tecnico e amministrativo                                                          | |                                                                   |                           |
| - Charlie Querrie (President / Manager), Dick Carroll (Coach) - Frank Carroll (Trainer) | |                                                                   |                           |

‡ – Il giocatore ha giocato le Stanley Cup Finals nel ruolo di rover.
† – Il giocatore non è presente nella foto ufficiale della squadra.